# North American YF-93
North American YF-93 – amerykański myśliwiec odrzutowy dalekiego zasięgu będący daleko posuniętą modyfikacją samolotu North American F-86 Sabre. Wyprodukowany przez wytwórnię North American Aviation w liczbie dwóch egzemplarzy prototypowych nie był dalej rozwijany.

## Historia

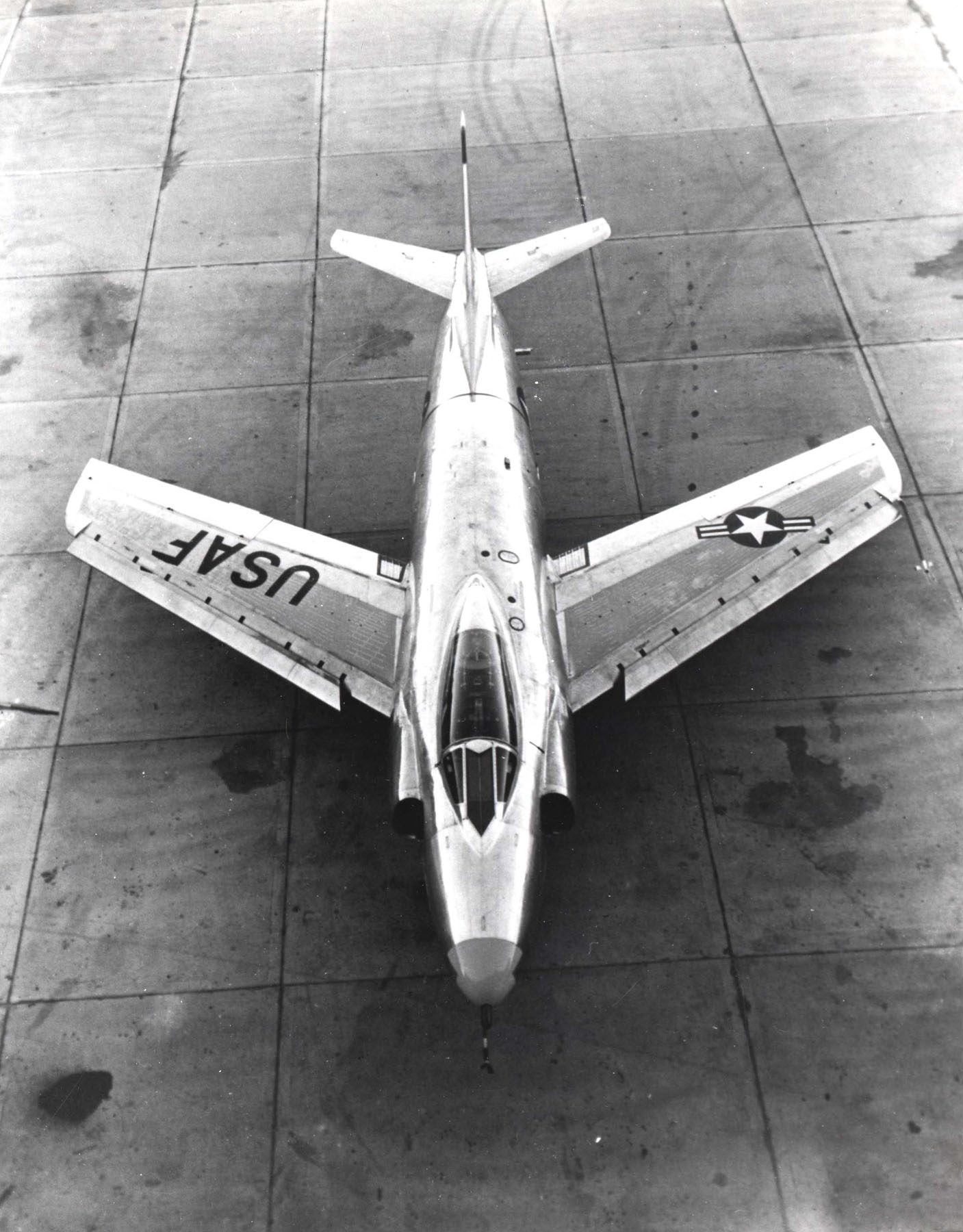
Drugi prototyp z dobrze widocznymi, wystającymi poza obrys kadłuba chwytami powietrza

W 1947 roku rozpoczęto w Stanach Zjednoczonych badania pod kryptonimem NA-157 nad nowym myśliwcem dalekiego zasięgu określanego mianem penetration fighter, którego zadaniem miało być towarzyszenie bombowcom podczas ich ataków w głębi nieprzyjacielskiego terytorium. Samolot miał być zmodyfikowaną wersją, skądinąd bardzo dobrego samolotu myśliwskiego, North American F-86 Sabre. Nowa maszyna miała pełnić podobne zadania co projektowane w tym samym okresie McDonnell XF-88 Voodoo oraz Lockheed XF-90. Początkowo nowy samolot oznaczony został jako F-86C, jednak zakres zmian, jakim poddano oryginalny F-86A był na tyle duży, że powstała praktycznie nowa konstrukcja oznaczona jako YF-93. Bez zmian pozostawiono samo skrzydło, wydłużono i poszerzono kadłub, aby stworzyć miejsce dla nowego silnika i większego zapasu paliwa. Zmieniono wloty powietrza do silnika, podwozie, kształt osłony kabiny pilota, zmniejszono wznios usterzenia poziomego. W grudniu 1947 roku siły powietrzne zamówiły dwa prototypy samolotu NA-157, który oficjalnie został nazwany YF-93. Jeszcze przed swoim pierwszym lotem, w czerwcu 1948 roku, North American otrzymał zamówienie na 118 samolotów F-93A (jak miała być oznaczona wersja seryjna), pół roku później, zamówienie zostało anulowane. Powodem była duża szybkość jaką osiągały bombowce Boeing B-47 Stratojet przeznaczone do penetracji nieprzyjacielskiego terytorium (w domyśle ZSRR), zakładano, że dzięki niej, bombowce unikną spotkania z radzieckimi myśliwcami. W takiej sytuacji nie potrzebowały one dodatkowej myśliwskiej eskorty. Pierwszy zbudowany prototyp YF-93 o numerze 47-317 wzniósł się w powietrze 25 stycznia 1950 roku. Oba powstałe samoloty przekazano do National Advisory Committee for Aeronautics, lepiej znanego pod późniejszą nazwą National Aeronautics and Space Administration, gdzie używano ich do badań nad skutecznością krytych i półkrytych chwytów powietrza silników, aż do czasu złomowania w połowie lat 50. Pewnym pocieszeniem dla konstruktorów z North American mógł być fakt, że żaden z planowanych penetration fighter nie wszedł do produkcji seryjnej.

## Konstrukcja

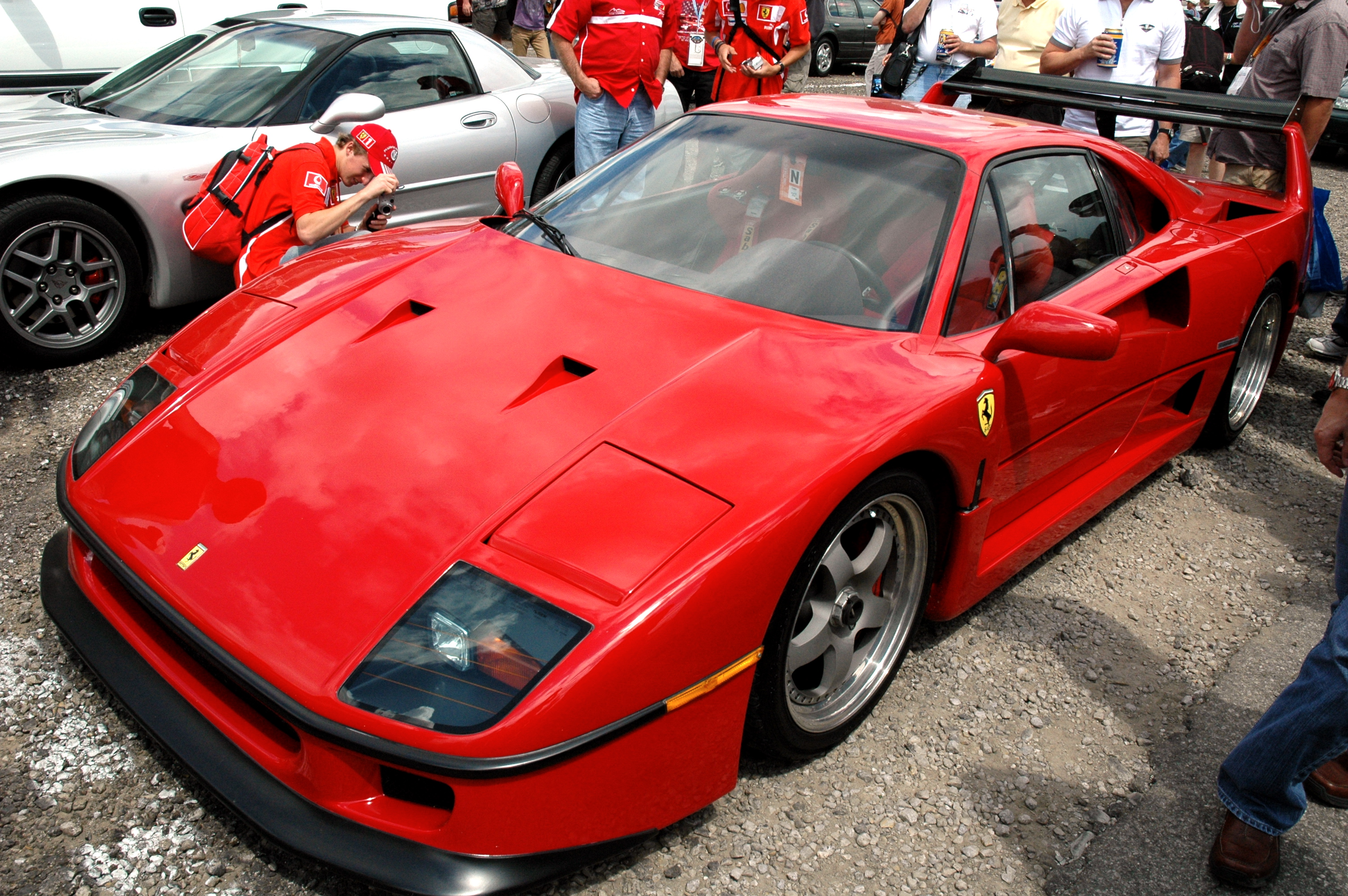
Chwyty powietrza typu NACA zastosowane w samochodzie Ferrari

YF-93 był jednomiejscowym, całkowicie metalowym, wolnonośnym dolnopłatem. W porównaniu z F-86, czołowy chwyt powietrza do silnika zastąpiono dwoma bocznymi, po obu stronach kadłuba, na wysokości kabiny pilota. Były to tzw. kryte chwyty powietrza, zwane również chwytami NACA (NACA duct/NACA scoop). Ich cechą charakterystyczną jest to, że krawędź takiego chwytu nie wystaje poza obrys kadłuba, a powietrze dopływa do niego zagłębiającym się i rozszerzającym kanałem o ostrych krawędziach bocznych. Dzięki takiemu ukształtowaniu wlotu powietrza wzrastają zawirowania zasysanego powietrza, a tym samym następuje wzrost energii warstwy przyściennej. Taki układ zastosowano w pierwszym prototypie, w drugim zastosowano nieco bardziej klasyczny układ, z chwytami powietrza wystającymi poza obrys kadłuba. Skrzydło skośne (35°), o cienkim, laminarnym profilu, wyposażone w automatyczne sloty, szczelinowe klapy i wspomagane lotki. Usterzenie klasyczne, wolnonośne, o skosie 35° bez wzniosu. Podwozie chowane, z przednim podparciem; główne - dwa zespoły po dwa koła chowane do wnęk w skrzydłach, przednie, jednokołowe chowane do wnęki w kadłubie. Napęd samolotu stanowił silnik turboodrzutowy Pratt & Whitney J48-P-6 z dopalaczem. W celu ułatwienia dostępu do silnika można było odejmować całą tylną część kadłuba. Zbiornik paliwa zamontowany w kadłubie.